# 謝列茨水庫
謝列茨水庫是白俄羅斯的人工水庫，位於別廖扎西北7公里，由布列斯特州負責管轄，始建於1985年，長11.8公里、寬4.1公里，面積20.7平方公里，集水區面積681平方公里，湖岸線長度33.5公里，海拔高度140米，最大水深5.4米。